# Engelbert Kaiser
Engelbert Kaiser (* 12. Dezember 1902 in Lauter, Gemeinde Surberg bei Traunstein; † 1976 in Landshut) war ein deutscher Kirchenmusiker, Komponist und Maler.

## Leben
Engelbert Kaiser wurde am 12. Dezember 1902 in Lauter als Sohn eines Schmieds geboren. Aufgewachsen ist Kaiser in Hart bei Chieming. Seine Eltern förderten seine musische Begabung nach Kräften. Als Kind konnte er mit ihnen zusammen ein Konzert von Max Reger besuchen, das Reger im damaligen Roccoco-Saal am Stadtplatz in Traunstein gab.
Aufgrund eines verkürzten Beines wurde Engelbert Kaiser nicht Schmied, wie sein Vater, sondern erlernte den Malerberuf, wobei er sich vor allem auf das „Maserieren“ von Möbeln spezialisierte. Im Raum Traunwalchen und Kammer war er auch als Lüftlmaler tätig. Einige seiner Werke wurden zwischenzeitlich zwar übermalt, konnten jedoch wieder restauriert werden. Im Jahr 1941 heiratete er auch seine Frau Anna Stadler in Traunwalchen. Am 31. August 1943 kam der gemeinsame Sohn Engelbert als einziges Kind auf die Welt. Über 25 Jahre leitete Kaiser die Kirchenmusik in Traunwalchen.
Ab dem Jahr 1952 ließ Kaiser sich zum Raiffeisenrechner umschulen und leitete nach dem Abschluss der Fachschule der Genossenschaftsbanken in Hohenkammer (bei Allershausen) die Raiffeisenkasse Haslach. In Haslach übernahm er die Leitung des Kirchenchores, in dem seine Frau und sein Sohn mitwirkten.
Nach dem Tod seiner Frau ging Kaiser eine zweite Ehe ein und zog nach Landshut, wo er 1976 verstarb und seine letzte Ruhestätte fand.

## Werk
Ein vorläufiges Werkverzeichnis wurde von Engelbert Kaiser jun. (1943–2018) erstellt. Die meisten Werke gelten jedoch als verschollen (Gelegenheitskompositionen, Bearbeitungen, leichte Unterhaltungsmusik etc.). Für Traunwalchen entstanden u. a. sechs Messen, drei Requiem, ein Pange lingua sowie verschiedene weitere überwiegend für die Liturgie bestimmte Kompositionen. Während den Jahren in Haslach entstanden vorwiegend a capella-Messen für Rorate-Ämter.
- Grals-Messe op. 3 (1926) für Solisten, Chor und Orchester bzw. Solisten, Chor und Orgel. Kaiser verwendet darin Motive aus Richard Wagners Oper Parsifal.
- Kleine Christnacht-Messe op. 6 für Solisten, Chor und Orchester bzw. Solisten, Chor und Orgel. Dieser Messe liegt das Weihnachtslied Stille Nacht, heilige Nacht zugrunde.
- Am Bergsee (18. März 1948) für Orchester. Die Uraufführung fand am 11. August 1965 durch das Kurorchester Bad Reichenhall unter der Leitung von Wilhelm Barth (1914–2004) statt.